# Tatjana Korotkevitj

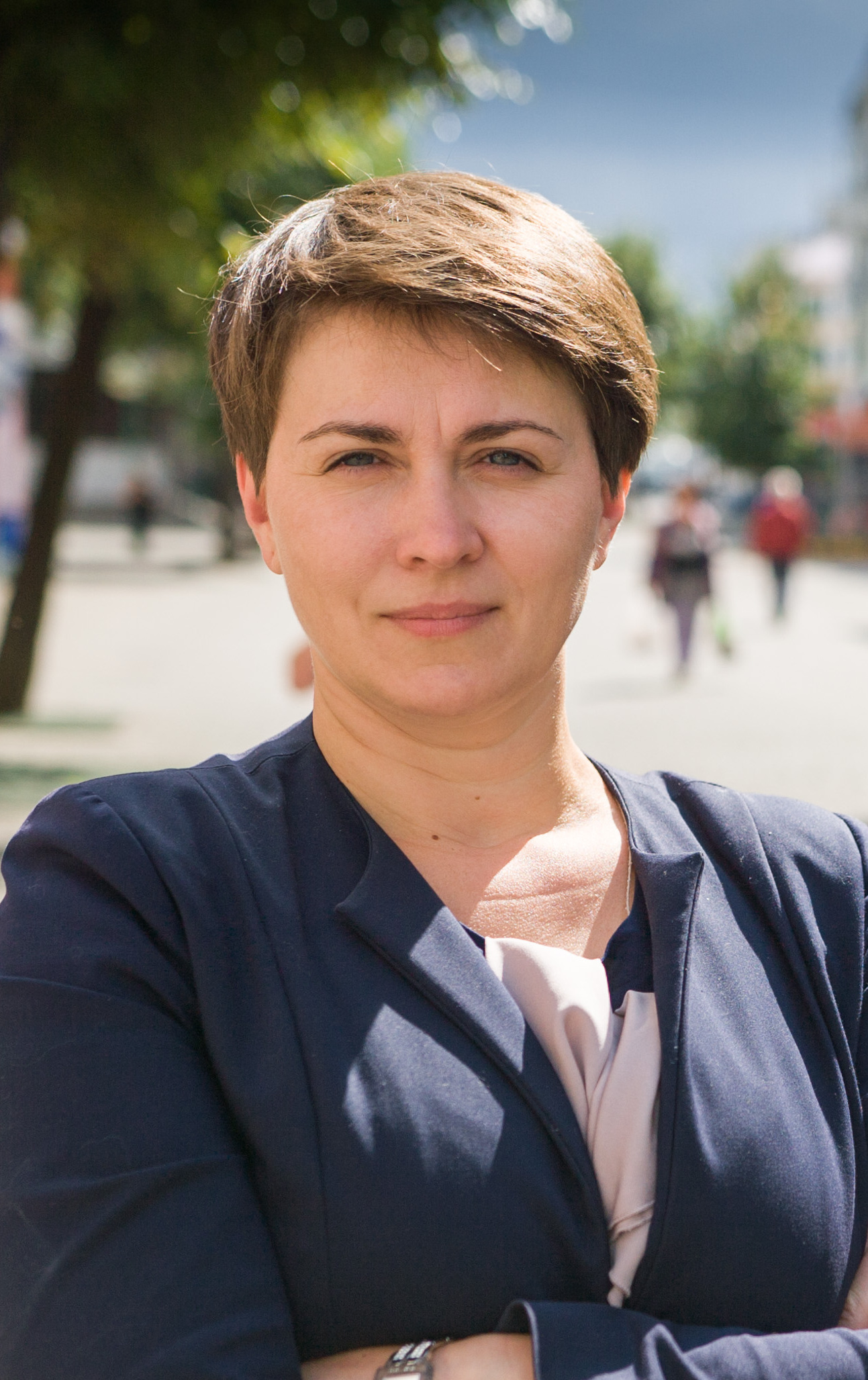
Tatjana Korotkevitj, 2015

Tatjana Nikolajevna Korotkevitj (belarusiska: Таццяна Мікалаеўна Караткевіч, Tatsjana Mikalajeŭna Karatkevitj, łacinka: Тацяна Мікалаеўна Караткевіч, Taciana Mikalajeŭna Karatkievič, ryska: Татьяна Николаевна Короткевич, även transkriberat Tatsiana Karatkevitj), född den 8 mars 1977 i Minsk, är en vitrysk politiker som företräder oppositionsrörelsen Tala sanning i det vitryska valet 2015.